# Phoradendron dolichocarpum
Phoradendron dolichocarpum är en sandelträdsväxtart som beskrevs av J. Kuijt. Phoradendron dolichocarpum ingår i släktet Phoradendron och familjen sandelträdsväxter. Inga underarter finns listade i Catalogue of Life.